# تکیه بر باد (فیلم ۱۳۷۸)
تکیه بر باد فیلمی به کارگردانی داریوش فرهنگ، نویسندگی فریدون فرهودی و تهیه‌کنندگی عبدالله علیخانی، حسین فرح بخش و رضا بانکی محصول سال ۱۳۷۸ است. این فیلم در مهر ۱۳۷۹ بر روی پرده سینما رفت.
این فیلم بازسازی فیلم مکانی در آفتاب است.

## خلاصه فیلم
سينا، جوانی جنوبی، برای يافتن یک شغل مناسب به تهران می‌آيد و به ليلا نامزدش قول می‌دهد پس از آن كه كارش رونق گرفت به زادگاهش، خرمشهر بازگردد. سينا در تهران در كارخانه مرد پولداری به نام فرجامی كار می‌كند و به زودی به دليل صداقت و پشتكارش مورد توجه قرار می‌گيرد. مرجان، دختر فرجامی كه از وجود نامزد سينا بی‌خبر است، به تدريج شيفته سينا می‌شود. سينا در نامه‌هایی كه برای ليلا می‌فرستد، از كار خود اظهار رضايت می‌كند، ولی تاريخ بازگشت را اعلام نمی‌كند. ليلا به طور ناگهانی به تهران می‌آيد و سينا كه موضوع نامزدش را به كسی در تهران نگفته او را به يک مسافرخانه می‌برد. ليلا به سينا می‌گويد كه از او سه ماهه حامله است و بايد هرچه زودتر با او ازدواج كند. سينا كه معتقد است برای ازدواج كردن با او فرصت بيشتری می‌خواهد، ليلا را به يک مركز غيرقانونی سقط جنين می‌برد، ولی به دليل سر رسيدن مأموران، با ليلا فرار می‌كند. سينا كه از طرفی دلباخته مرجان نيز هست، با او و خانواده‌اش به شمال می‌رود ولی به ليلا می‌گويد برای انجام كاری به شمال خواهد رفت. دروغ سينا به زودی فاش می‌شود و ليلا به دنبال او روانه شمال می‌شود. ليلا و سينا در یک قايق تفريحی سوار می‌شوند و در ميان راه مشاجره لفظی بين آنها رخ می‌دهد و ليلا به طور ناگهانی در آب می‌افتد. سينا به دنبال ليلا خودش را به آب می اندازد ولی او را نمی‌يابد. پس از چندی سينا به اتهام قتل محاكمه و به جرم قتل عمد به مرگ محكوم می‌شود. در حالی كه مادرش و نيز مرجان مطمئن هستند كه او بی‌گناه است...

## بازیگران
| بازیگر            | نقش             | توضیحات |
| ----------------- | --------------- | ------- |
| امین حیایی        | سینا            |         |
| مریلا زارعی       | مرجان           |         |
| لعیا زنگنه        | لیلا            |         |
| داوود رشیدی       | فرزامی          |         |
| سلیمه رنگزن       | ننه سینا        |         |
| زهره حمیدی        | هما             |         |
| کاظم هژیرآزاد     | نماینده دادستان |         |
| طیب شرافتی        | وکیل            |         |
| محمد زکریا        |                 |         |
| شوکت دانشور       |                 |         |
| حسین چرمچی        |                 |         |
| ابراهیم شاه‌منصوری |                 |         |

## جشنواره‌ها
فیلم تکیه بر باد در سومین دوره جشن خانه سینما (۱۳۷۸) در بخش فیلم‌های بلند و در پنجمین دوره جشن خانه سینما (۱۳۸۰) در نمونه فیلم (آنونس) حضور داشته‌است.
همچنین این فیلم در دومین دوره جشنواره بین‌المللی فیلم اجتماعی آبادان (۱۳۷۹) در دو بخش سینمای اجتماعی و سینماگران خوزستان شرکت کرده‌است.